# Tornike Turkiszwili
Tornike Turkiszwili (ur. 27 lutego 1992) – gruziński zapaśnik startujący w stylu klasycznym. Brązowy medalista uniwersjady w 2013, jako zawodnik LEPL – Vocational College „Spektri“ w Tbilisi roku.